# Westfalia

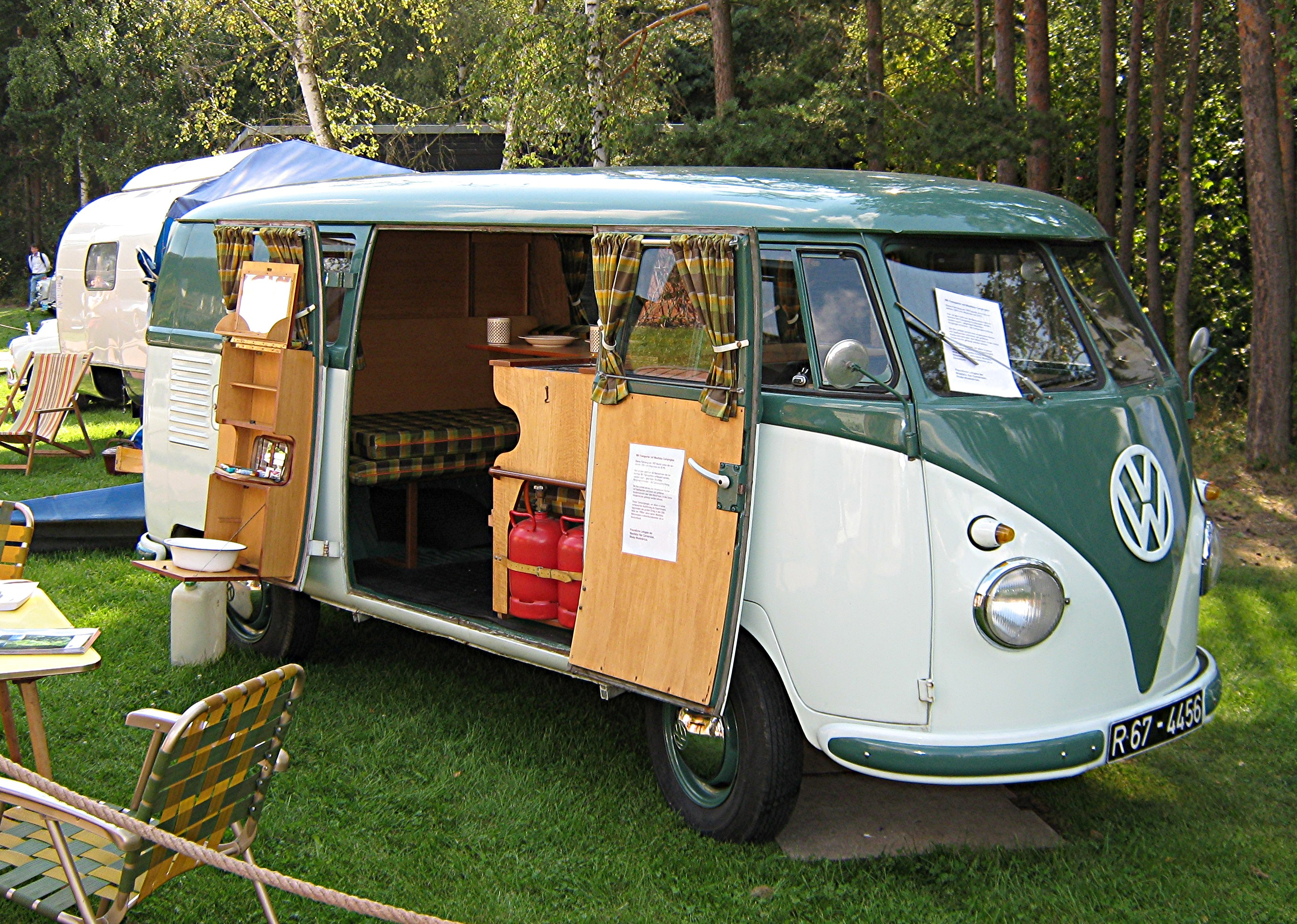
Un Volkswagen Westfalia.

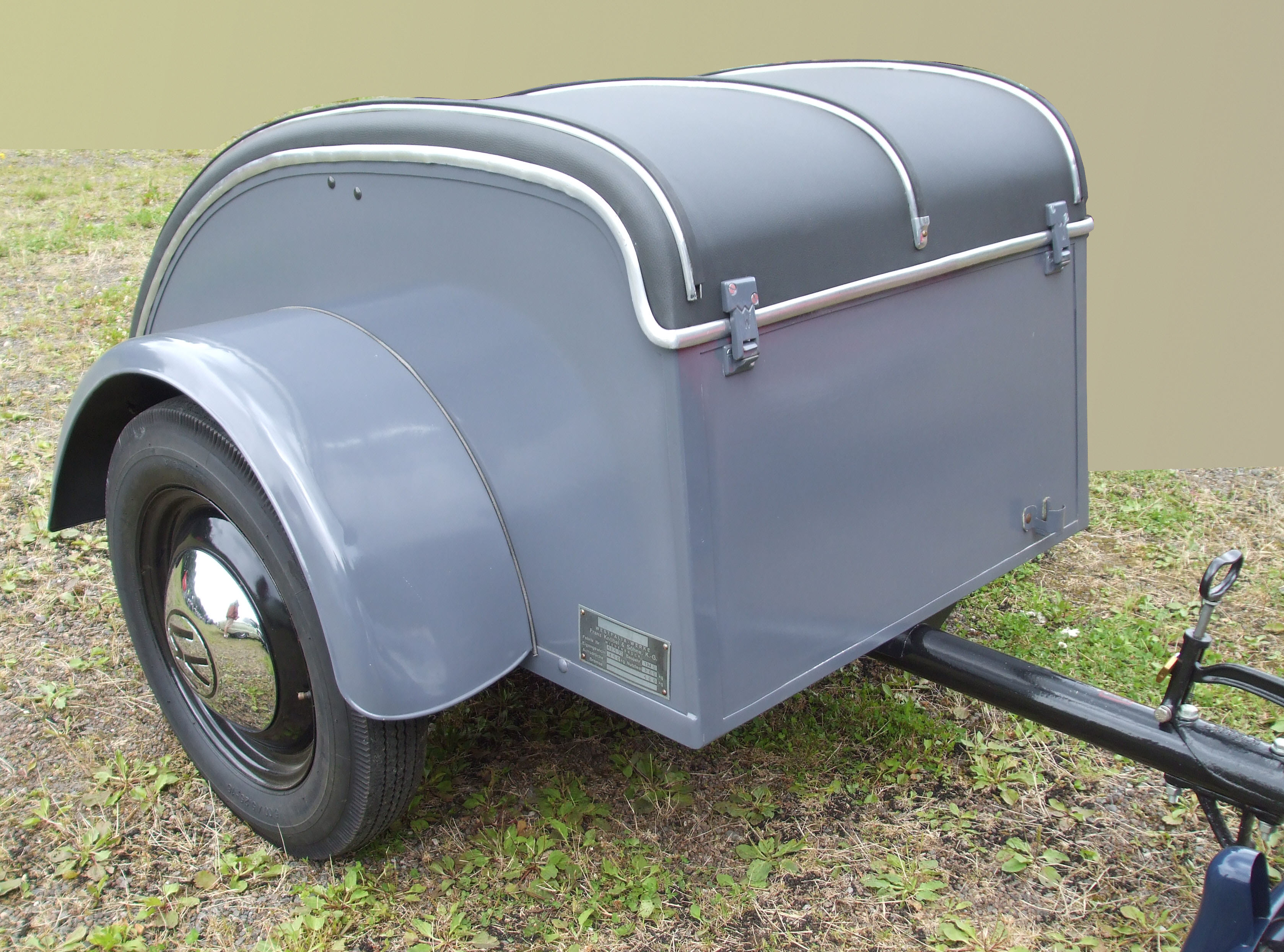
Remorque Westfalia de 1949.

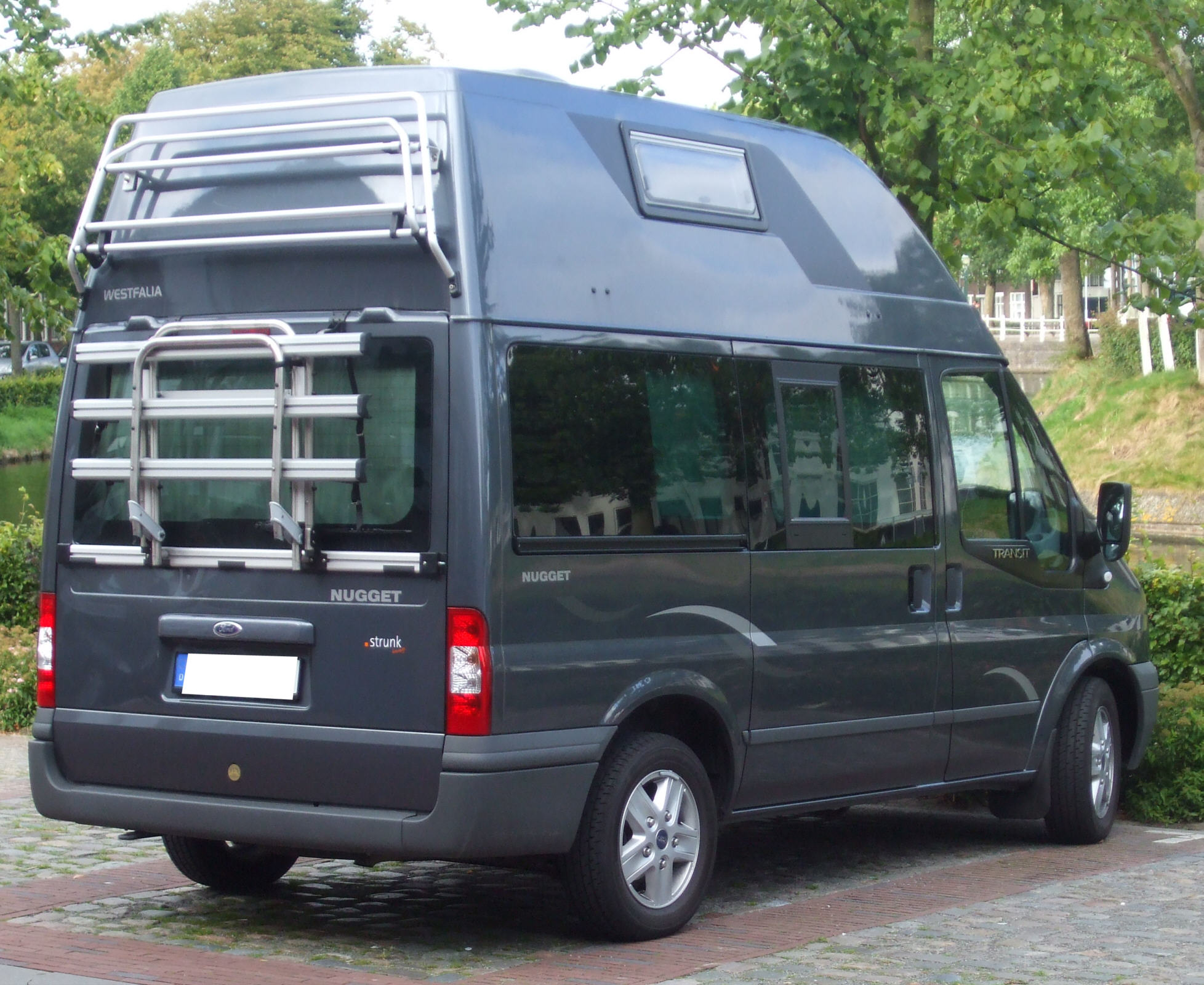
Ford Transit Nugget de Westfalia.

Westfalia est une marque et une gamme de caravanes et de transformation de véhicules, dont notamment les Volkswagen Combi avec le Volkswagen Westfalia.

## Historique
Fondée en 1844 à Wiedenbrück dans la Province de Westphalie, la firme commercialise sa première caravane en 1935.
Elle est connue pour avoir collaboré dans les années 1950 avec Volkswagen lors de l'élaboration du Volkswagen Combi. Toutes les générations de combi ont été équipées en camping-cars, du T1 Split (1950/1967), le T2 Bay Windows (1967/1979), le T3 transporter (1979-1990), le T4 (1990-2003), le T5 (2003-2015) et même sur la dernière génération le T6 (depuis 2015). Suivant les années, l'équipement et les options se sont étoffés.
Westfalia a également travaillé pour d'autres marques, comme Fiat, Opel, Ford, ou encore Mercedes-Benz.
En 2001, l'entreprise est rachetée par Daimler-Chrysler qui en possédait 49 % depuis 1999, puis sera revendue à la holding bavaroise Aurelius AG en 2008. Le chiffre d'affaires de Westfalia atteint alors les 40 millions d'euros. En difficulté à la fin des années 2000, l'entreprise dépose le bilan en 2010 alors que sa production annuelle est de 2 000 véhicules.
Rapido reprend la moitié des 200 salariés de Westfalia, qui conserve également son site de production de Rheda-Wiedenbrück en Rhénanie-du-Nord-Westphalie.

## Véhicules produits
- T1 (entre 1950 et 1967)
- T2 (entre 1968 et 1979)
- T3 (entre 1980 et 1989)
- T4 (entre 1990 et 1999)
- T5 (entre 2000 et 2006)
- T6 (depuis 2014)
- Westfalia a aussi produit des vans remorque pour chevaux à châssis acier galvanisé et à la suspension 2 essieux à roues indépendantes très novatrices, très recherchés en marché d'occasion.

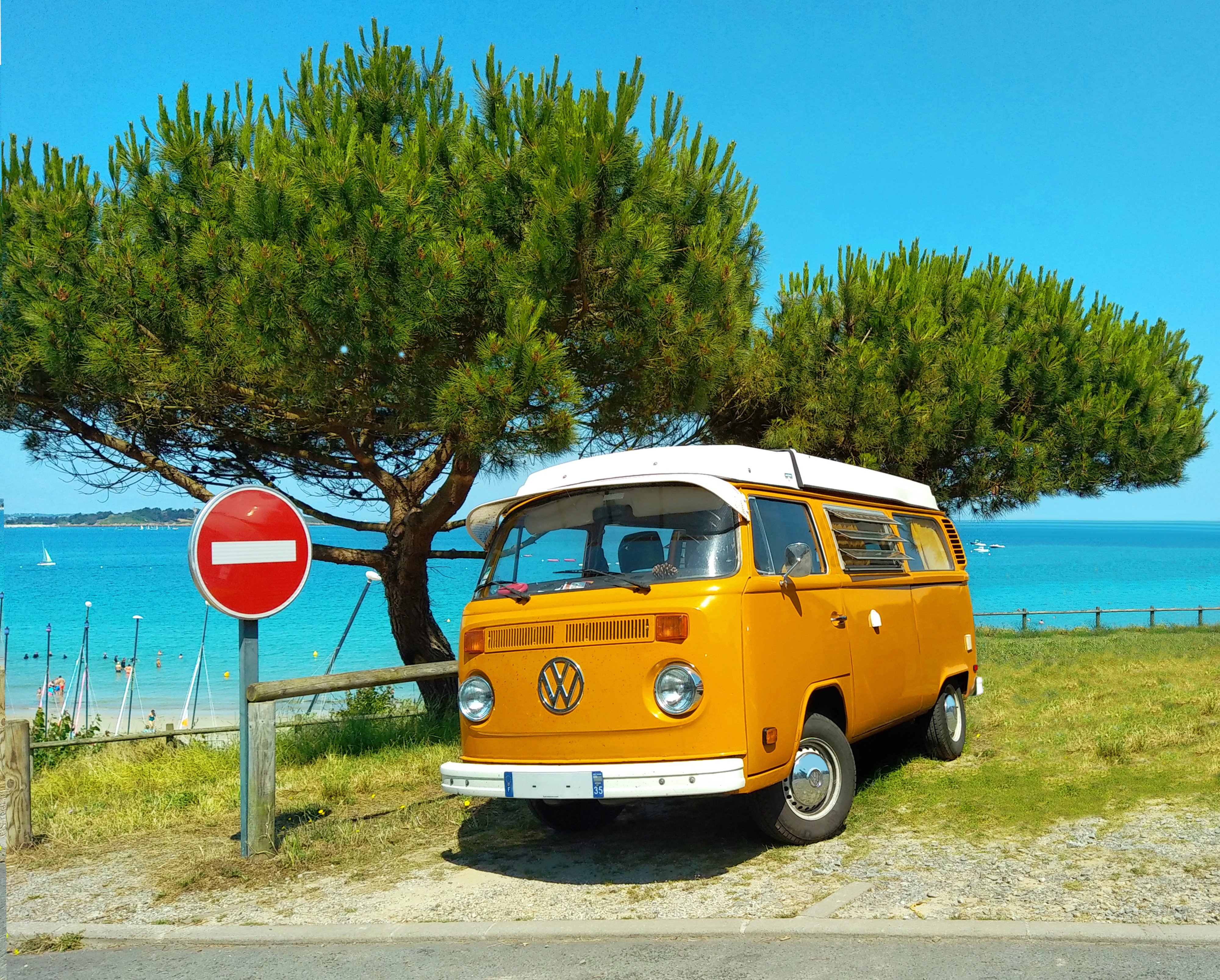
VW Combi T2 Westfalia Campmobile couleur "Chrome Yellow", avec un toit Pop Top, à Lancieux (22).